# Анчоусовые
Анчо́усовые (лат. Engraulidae) — семейство лучепёрых рыб из отряда сельдеобразных (Clupeiformes). Преимущественно морские стайные рыбы небольших размеров. Как правило, не превышают в длину 20 см и массы 190 г; самый крупный представитель —  Thryssa scratchleyi (40 см), самый мелкий — Amazonsprattus scintilla (2 см, самый мелкий представитель сельдеобразных). В семействе насчитывают 146 видов, объединяемых в 17 родов. Обитают в тропических и умеренных водах всех океанов, в том числе в Чёрном и Средиземном морях. Немногие виды обитают в солоноватых и пресных водах. В пресных водах обитают представители 17 видов, большая их часть распространена в Южной Америке.

## Описание
Внешне анчоусовые схожи с сельдевыми, от которых отличаются очень большим ртом. Взрослые особи имеют длину от 2 до 40 см, а их форма тела варьируется; в северных популяциях форма тела более стройная.
Сигаровидное сжатое с боков тело покрыто тонкой циклоидной чешуёй; голова голая. Боковая линия отсутствует, на голове имеются развитые сейсмосенсорные каналы. Плавники лишены колючих лучей, единственный спинной плавник расположен, как правило, посередине тела; грудные плавники находятся низко, брюшные плавники расположены в средней части брюха; хвостовой плавник выемчатый. Сжатое с боков рыло выступает вперёд; рот крупный, полунижний; задний конец длинной верхнечелюстной кости заходит за край предкрышки; зубы мелкие. Окраска серебристая, спинка синяя или зеленовато-бурая, у некоторых видов вдоль боков тянется тёмная продольная полоса.
Чешуя легко опадает. Ротовое отверстие очень широкое. Верхнечелюстные кости длинные и тонкие. Зубы обычно выстроены в один ряд. Крупные глаза расположены близко к концу рыла и покрыты снаружи прозрачной кожной плёнкой.

## Биология
Икринки плавучие, в форме эллипса или капли, жировая капля отсутствует. Сферическая форма икры наблюдается только у видов, живущих в сильно опреснённой воде. Преимущественно морские стайные пелагические рыбы, образуют крупные косяки. Питаются планктоном, который отфильтровывают жаберными тычинками, плавая с широко распахнутым ртом. Анчоусовые играют важную роль в трофической системе, они служат пищей многим рыбам, морским млекопитающим, головоногим и птицам. Анчоусовые является важным источником пищи для почти всех хищных рыб, а также для морских млекопитающих и птиц; например, успех размножения американских бурых пеликанов и элегантных крачек тесно связан с изобилием анчоусов.
На голове имеется уникальный ростральный орган, который считается сенсорным по своей природе, хотя его точная функция неизвестна.

## Среда обитания
Анчоусы встречаются в различных частях Мирового океана, но сосредоточены в умеренных водах и редко встречаются или отсутствуют в очень холодных или очень теплых морях. Как правило, они очень восприимчивы к широкому диапазону температур и солености. Европейский анчоус широко распространен в Средиземном море, особенно в Альборанском, Эгейском и Чёрном морях. Этот вид вылавливается на побережьях Крита, Греции, Сицилии, Италии, Франции, Турции, Португалии и Испании. Они также обитают на побережье северной Африки. Ареал вида также распространяется вдоль атлантического побережья Европы к югу от Норвегии.

## Таксономия
- Coiliinae — 47 видов, распространённых в Восточной Африке, Азии и Австралии[2]:
  - Coilia Gray, 1830 — Коилии
  - Lycothrissa Günther, 1868 — Ликотриссы
  - Papuengraulis Munro, 1964
  - Setipinna Swainson, 1839 — Сетипинны
  - Thryssa Cuvier, 1829 — Триссы
- Engraulinae — 92 вида, обитающих преимущественно в Новом Свете, несколько космополитных видов[2]:
  - Amazonsprattus Roberts, 1984 — Амазонские шпроты
  - Anchoa Jordan & Evermann, 1927 — Анчоа, или анчоветы
  - Anchovia Jordan & Evermann, 1895 — Анчовии
  - Anchoviella Fowler, 1911 — Анчовеллы
  - Cetengraulis Günther, 1868 — Боконы
  - Encrasicholina Fowler, 1938
  - Engraulis Cuvier, 1816 — Анчоусы
  - Jurengraulis Whitehead, 1988
  - Lycengraulis Günther, 1868 — Зубатые анчоусы
  - Pterengraulis Günther, 1868 — Длиннокрылые анчоусы
  - Stolephorus Lacepède, 1803 — Столефоры

## Взаимодействие с человеком
Анчоусовые занимают одно из ведущих мест в мировом рыболовстве. В среднем рыболовный флот Турции вылавливает около 300 000 тонн в год, в основном зимой. Самый большой улов — в ноябре и декабре. Промысел Перуанского анчоуса один из крупнейших в мире; он значительно превышает вылов других видов анчоуса. В 1973 году он катастрофически упал из-за воздействия перелова и Эль-Ниньо и не восстанавливался полностью в течение двух десятилетий. В 2018 году выловлено более 7 млн тонн.
Их употребляют в пищу, они служат сырьём для производства рыбной муки, приманкой при ловле тунца.
| Объекты коммерческого промысла | Объекты коммерческого промысла                  | Объекты коммерческого промысла | Объекты коммерческого промысла | Объекты коммерческого промысла | Объекты коммерческого промысла | Объекты коммерческого промысла | Объекты коммерческого промысла | Объекты коммерческого промысла | Объекты коммерческого промысла |
| Название                       | Научное название                                | Макс. длина (см)               | Средняя длина (см)             | Макс. масса (г)                | Возраст (лет)                  | Трофический уровень            | Fish Base                      | FAO                            | Статус МСОП                    |
| ------------------------------ | ----------------------------------------------- | ------------------------------ | ------------------------------ | ------------------------------ | ------------------------------ | ------------------------------ | ------------------------------ | ------------------------------ | ------------------------------ |
| Европейский анчоус             | Engraulis encrasicolus (Linnaeus, 1758)         | 20                             | 13,5                           |                                | 5                              | 3.11                           | [ 15 ]                         | [ 16 ]                         | -                              |
| Аргентинский анчоус            | Engraulis anchoita (Hubbs & Marini, 1935)       | 17                             |                                | 25                             |                                | 2.51                           | [ 17 ]                         | [ 18 ]                         | -                              |
| Калифорнийский анчоус          | Engraulis mordax (Girard, 1856)                 | 24,8                           | 15                             | 68                             |                                | 2.96                           | [ 19 ]                         | [ 20 ]                         | [ 21 ]                         |
| Японский анчоус                | Engraulis japonicus (Temminck & Schlegel, 1846) | 18,0                           | 14,0                           | 45                             | 4                              | 2.60                           | [ 22 ]                         | [ 23 ]                         | -                              |
| Перуанский анчоус              | Engraulis ringens (Jenyns, 1842)                | 20,0                           | 14,0                           |                                | 3                              | 2.70                           | [ 24 ]                         | [ 25 ]                         | [ 26 ]                         |
| Капский анчоус                 | Engraulis capensis (Gilchrist, 1913)            | 17,0                           |                                |                                |                                | 2.80                           | [ 27 ]                         | [ 28 ]                         | -                              |